# Le Bouchage (Charente)
Le Bouchage ist eine französische Gemeinde mit 177 Einwohnern (Stand: 1. Januar 2022) im Département Charente in der Region Nouvelle-Aquitaine (vor 2016 Poitou-Charentes); sie gehört zum Arrondissement Confolens und zum Kanton Charente-Bonnieure. Die Einwohner werden Bouchageois genannt.

## Geographie
Le Bouchage liegt etwa 46 Kilometer nordnordöstlich von Angoulême. Hier entspringt das Flüsschen Lizonne, das zur Charente entwässert. Le Bouchage wird umgeben von den Nachbargemeinden Surin im Norden, Chatain im Nordosten und Osten, Benest im Osten und Südosten, Vieux-Ruffec im Süden, Nanteuil-en-Vallée im Westen sowie Genouillé im Nordwesten.

## Bevölkerungsentwicklung
| Jahr                       | 1962 | 1968 | 1975 | 1982 | 1990 | 1999 | 2006 | 2019 |
| Einwohner                  | 327  | 290  | 246  | 232  | 197  | 190  | 173  | 175  |
| Quellen: Cassini und INSEE |      |      |      |      |      |      |      |      |

## Sehenswürdigkeiten
- Kirche Notre-Dame aus dem 12. Jahrhundert mit Umbauten aus dem 15. und 19. Jahrhundert

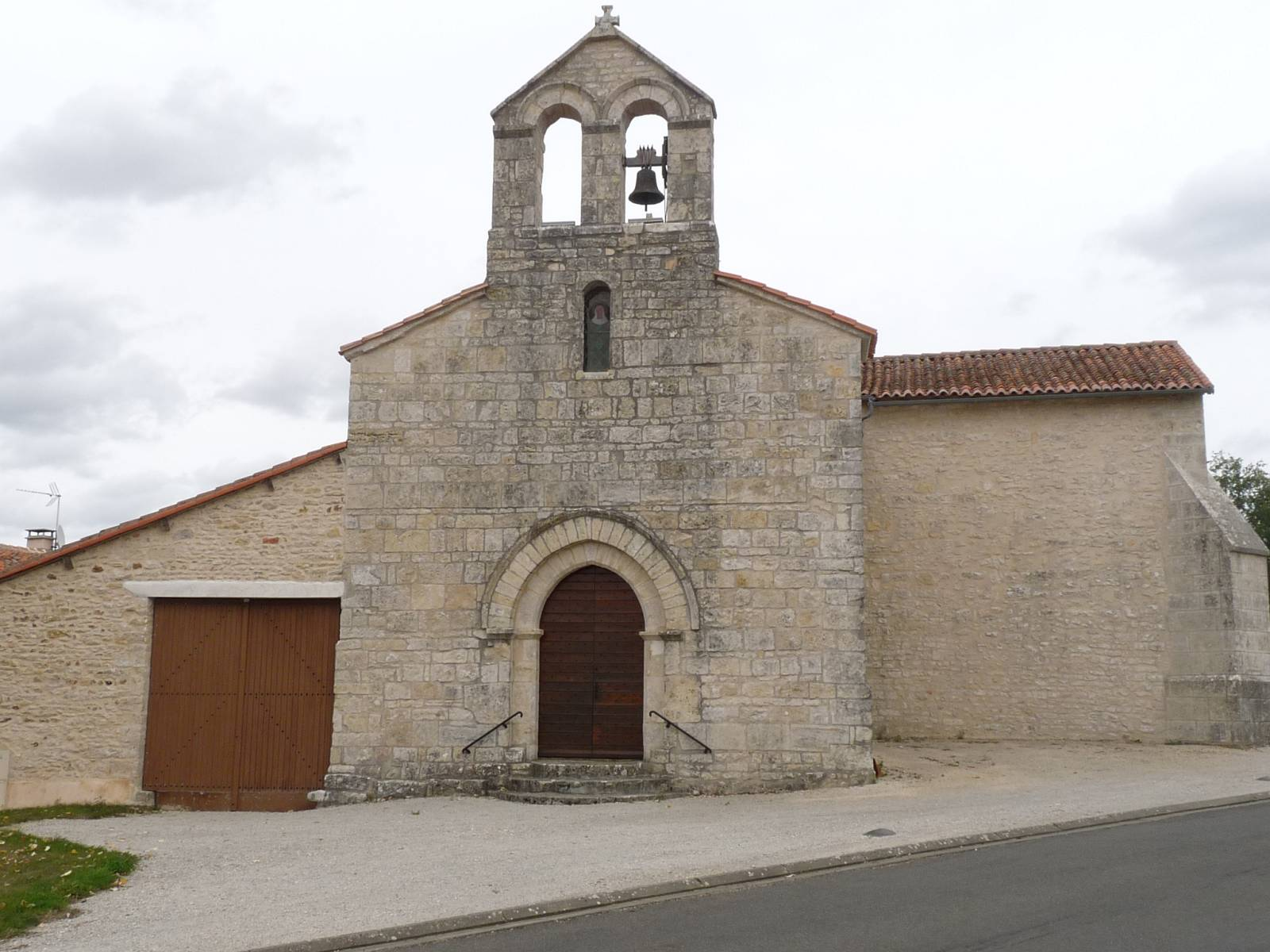
Kirche Notre-Dame